# Panorama mundial
Panorama mundial es un programa de televisión del horario estelar de CNN en Español, siendo su principal informativo. El programa se dedica a informar y poner en perspectiva los sucesos que ocurrieron en el día en el mundo, incluyendo entrevistas a políticos (como presidentes de diversos países de Latinoamérica), personalidades del espectáculo, entre otros.  Actualmente es conducido por Gabriela Frías.
Incluye también diferentes secciones como La frase del día (una cita destacada de la jornada), Héroes, Mi mundo (reportes de televidentes) e Impacta tu mundo. Se transmite desde el CNN Center en Atlanta hasta 2018 y nuevamente desde 2023, de 2018 a 2022 se emitió en Miami, aunque en ocasiones entre 2001 y 2003 también se transmitió desde Washington D. C.

## Historia
Comenzó sus transmisiones el 17 de marzo de 1997, junto con la señal de CNN en Español, siendo junto con Las noticias con Jorge Gestoso y Patricia Janiot los primeros programas del canal. Su primer presentador fue el uruguayo Jorge Gestoso hasta 2003, cuando se traslada como corresponsal a Washington D. C., siendo suplantado por la colombiana Patricia Janiot, quien continuó al frente del programa. El 22 de noviembre de 2010, coincidiendo con el cambio de imagen del canal por la nueva era de la cadena, el programa comenzó a tener una hora de transmisión (anteriormente tenía un par de emisiones de 30 minutos y algunas repeticiones en madrugada) y tuvo cambios en las gráficas. Ese mismo año también se sumó el mexicano Fernando del Rincón como copresentador durante un poco más de tres años hasta la salida al aire de CNN Latino, cuando comienza a presentar Panorama USA, volviendo Janiot a conducir sola.
El 30 de septiembre de 2014, en la celebración de la 35.ª entrega de los premios Emmy en Los Ángeles, Panorama mundial ganó en la categoría de mejor noticiero o revista de noticias en español. La ceremonia fue la primera vez que la Academia de Artes y Ciencias de la Televisión incluyó categorías en idioma español en su premiación.
El 6 de noviembre de 2017, Patricia Janiot anunció su retiro de CNN por nuevos proyectos, permaneciendo en pantalla hasta el 17 de noviembre del mismo año, despidiéndose al finalizar Panorama mundial fue reemplazada temporalmente por la presentadora española Ana María Luengo-Romero hasta septiembre de 2018, y ahí entonces la venezolana María Alejandra Requena asumió las riendas del programa el 17 de septiembre.
El 16 de diciembre de 2022, Requena anunció su retiro del programa y de la cadena para nuevos proyectos y fue reemplazada nuevamente por la presentadora española Ana María Luengo-Romero desde la sede de CNN Center en Atlanta. 
El 14 de julio de 2023, Luengo-Romero anunció su salida de CNN y fue reemplazada por Gabriela Frías y se origina desde la Ciudad de México.